# Джудит-Бейсин
Округ Джудит-Бейсин (англ. Judith Basin County) располагается в штате Монтана, США. Официально образован 10 декабря 1920 года. По состоянию на 2010 год, численность населения составляла 2072 человека.

## География
По данным Бюро переписи США, общая площадь округа равняется 4 845,895 км2, из которых 4 843,305 км2 суша и 2,072 км2 или 0,040 % это водоёмы.
По округу протекает река Арроу-Крик (приток Миссури).

## Население
По данным переписи населения 2000 года в округе проживает 2 329 жителей в составе 951 домашних хозяйств и 661 семей. Плотность населения составляет менее 1,00 человека на км2. На территории округа насчитывается 1 325 жилых строений, при плотности застройки менее 1,00-го строения на км2. Расовый состав населения: белые — 98,63 %, афроамериканцы — 0,04 %, коренные американцы (индейцы) — 0,34 %, азиаты — 0,09 %, гавайцы — 0,00 %, представители других рас — 0,04 %, представители двух или более рас — 0,86 %. Испаноязычные составляли 0,56 % населения независимо от расы.
В составе 30,00 % из общего числа домашних хозяйств проживают дети в возрасте до 18 лет, 62,70 % домашних хозяйств представляют собой супружеские пары проживающие вместе, 4,30 % домашних хозяйств представляют собой одиноких женщин без супруга, 30,40 % домашних хозяйств не имеют отношения к семьям, 27,50 % домашних хозяйств состоят из одного человека, 12,30 % домашних хозяйств состоят из престарелых (65 лет и старше), проживающих в одиночестве. Средний размер домашнего хозяйства составляет 2,45 человека, и средний размер семьи 3,02 человека.
Возрастной состав округа: 26,80 % моложе 18 лет, 4,60 % от 18 до 24, 23,30 % от 25 до 44, 28,20 % от 45 до 64 и 28,20 % от 65 и старше. Средний возраст жителя округа 42 лет. На каждые 100 женщин приходится 107,90 мужчин. На каждые 100 женщин старше 18 лет приходится 103,90 мужчин.
Средний доход на домохозяйство в округе составлял 29 241 USD, на семью — 34 243 USD. Среднестатистический заработок мужчины был 21 789 USD против 14 615 USD для женщины. Доход на душу населения составлял 14 291 USD. Около 16,30 % семей и 21,10 % общего населения находились ниже черты бедности, в том числе — 30,60 % молодежи (тех, кому ещё не исполнилось 18 лет) и 13,30 % тех, кому было уже больше 65 лет.